# Freedom Ring
Freedom Ring, il cui vero nome è Curtis Doyle, è un personaggio dei fumetti, creato da Robert Kirkman (testi) e Andy Kuhn (disegni).

## Biografia del personaggio
Il criminale noto come Mandarino riesce a rubare un frammento di Cubo Cosmico all'organizzazione terroristica HYDRA e, grazie al saggio Chen Hsu, riesce a trasformarlo in un anello dai poteri soprannaturali. In seguito, dopo violenti scontri, l'anello finisce prima nelle mani di Ringmaster, poi di Capitan America ed infine di Curtis Doyle. Quest'ultimo, sfruttando i poteri dell'anello, decide di diventare un supereroe con il nome di Freedom Ring. Durante un appuntamento con l'amico Jeffrey, Abominio (alias Emily Blonsky) attacca la città. Trasformatosi in Freedom Ring, Curtis interviene, venendo però sconfitto e ferito mortalmente. Fortunatamente l'Uomo Ragno riesce a portarlo in salvo nel più vicino ospedale. Dopo essere caduto in coma, Curtis si risveglia e scopre che, a causa delle gravi ferite, ha perso l'uso delle gambe. Tuttavia, una volta rimessosi l'anello, riesce nuovamente a camminare. In seguito decide di allearsi con Il Crociato per la battaglia con Iron Maniac, clone malvagio di Tony Stark. Ed è proprio durante questo scontro che perde la vita dopo un atto eroico, sotto gli occhi di Wolverine, Uomo Ragno, Capitan America e dello stesso Crociato. Sarà proprio quest'ultimo a recuperare l'anello e ad impadronirsene.

## Poteri e abilità
L'Anello della Libertà è l'arma proveniente dal Cubo Cosmico che conferisce al possessore la capacità di creare qualunque oggetto riesca ad immaginare, dal più semplice al più complesso e di qualunque dimensione entro un raggio di cinque metri circa. La consistenza delle creazioni è direttamente proporzionale alla forza di volontà del possessore dell'anello, mentre la loro durata è infinita, ma se l'oggetto creato con l'anello si allontana dai cinque metri, questo svanisce all'improvviso.